# Jeff Saibene
Jeff Saibene, est un footballeur luxembourgeois né le 13 septembre 1968 à Keispelt. Il évoluait au poste de milieu de terrain, et est devenu entraîneur après avoir terminé sa carrière de joueur.
International luxembourgeois, il joua notamment au Standard de Liège et au FC Aarau, où il s'imposa. 
Après avoir entraîné dans plusieurs clubs suisses (FC Thoune, FC Aarau et FC Saint-Gall) et allemands (Arminia Bielefeld, FC Ingolstadt 04 et 1.FC Kaiserslautern), Jeff Saibene revient dans son pays natal pour y entraîner son premier club luxembourgeois : le Racing FC Union Luxembourg. Il rejoint le club de la capitale en juin 2021.

## Sources
1. ↑  (de) Marek Fritzen, « Er ist der Graf von Luxemburg », sur fupa.net, FuPa GmbH, 1er septembre 2017 (consulté le 26 avril 2020)

- Marc Barreaud, Dictionnaire des footballeurs étrangers du championnat professionnel français (1932-1997), Paris, L'Harmattan, 1998, p. 178
- Meilleurs buteurs de l'équipe du Luxembourg sur RSSSF